# جسر بادما
جسر بادما هو جسر متعدد الأغراض قيد الإنشاء على نهر بادما في بنغلاديش.
يربط لوهاجانغ [الإنجليزية] ومونشيغانج [الإنجليزية] بشريعتبور [الإنجليزية] ومداربور، ويربط جنوب غرب البلاد بالمناطق الشمالية والشرقية. يعتبر جسر بادما متعدد الأغراض أكثر مشاريع البناء تحديًا في تاريخ بنغلاديش. يحمل الجسر الجمالوني الفولاذي المكون من مستويين طريقًا سريعًا مكونًا من أربعة حارات في المستوى العلوي وخط سكة حديد واحد على المستوى الأدنى.